# CUS Trento
Il CUS Trento è una società polisportiva italiana nata nel 1968. Braccio sportivo dell'Università di Trento, rappresenta la massima espressione polisportiva della città di Trento sia per il numero di discipline praticate, per la continuità e per il livello delle attività svolte.

## Mission
Il CUS Trento si propone di:
- favorire l’apprendimento e la diffusione di tutte le discipline sportive di interesse universitario;
- promuovere le sezioni agonistiche, favorendo l’inserimento di studenti universitari in manifestazioni, tornei o campionati organizzati dalle federazioni nazionali riconosciute dal CONI (Comitato Olimpico Nazionale Italiano);
- organizzare manifestazioni sportive a carattere agonistico e/o ricreativo;
- mettere a disposizione le proprie strutture per lo sviluppo dell’attività sportiva universitaria di base ed agonistica;
- offrire agevolazioni economiche per l’utilizzo di impianti sportivi gestiti da altri enti o soggetti operanti nel settore[3].

L'attività agonistica si divide fra la partecipazione ai CNU (Campionati Nazionali Universitari) e quella ai tornei organizzati dalle Federazioni Sportive Nazionali del CONI.

## Governance
Il Presidente del CUS Trento è Claudia Demattè.

### Direttivo
- Claudia Demattè (Presidente)
- Diego Pozzatti (Vicepresidente Vicario)
- Flavio Rossi (Segretario tesoriere)
- Joshua De Gennaro
- Francesca Fiore
- Luca Lanaro
- Tommaso Montefusco
- Leonardo Tomasi
- Paolo Bouquet (membro co-optato, delegato del Rettore dell'Università di Trento)

### Collegio dei Revisori dei Conti
- Fabio Scudiero (Presidente)
- Gianfranco Busana
- Micaela Amico